# Konrad Fischnaler
Konrad Fischnaler (* 10. Dezember 1855 in Sterzing, Südtirol; † 14. Februar 1941 in Innsbruck, Tirol) war ein österreichischer Geschichts- und Heimatforscher, Lehrer und Heraldiker.
Nach dem Besuch des Gymnasiums und des Pädagogiums in Innsbruck war er Lehrer in Bozen. Sodann arbeitete er ab 1875 als Lehrer an der Übungsschule in Innsbruck. In den Jahren 1885–1912 war er Kustos am Tiroler Landesmuseum Ferdinandeum in Innsbruck. Gesundheitliche Probleme führten ab 1912 zum Ruhestand, dennoch arbeitete er im Tiroler Landesarchiv. Er wurde im Jahr 1935 Ehrenmitglied der Universität Innsbruck.
Sein letztes großes Werk war der „Tirolisch-Vorarlbergische Wappenschlüssel“. Hier versuchte er in der Zeit von 1938 bis 1941 eine Wappensystematik mit etwa 30.000 regional begrenzten Wappen. Der Versuch, Wappen nach den Heroldsbildern und gemeinen Figuren zu ordnen, benutzt eine eigenwillige Terminologie und ist als Werk schwer erschließbar. Fischnalers Wappensammlung ist im Zuständigkeitsbereich der Bibliothek des Tiroler Landesmuseums Ferdinandeum in Form einer Kartei erhalten, die Tausende handgezeichnete Wappenabbildungen als z. T. kolorierte Skizzen beinhaltet. Der Wappenschlüssel stellt eine Auswertung dieser Kartei dar.
In Innsbruck trägt eine Straße seinen Namen. In Sterzing ist die deutschsprachige Mittelschule nach ihm benannt.

## Schriften
- Johann Gänsbacher. Sein Leben und Wirken. Innsbruck 1878.
- Das Eisackthal in Lied und Sage. Innsbruck 1883.
- Wappenbuch der Städte und Märkte der gefürsteten Grafschaft Tirol. Innsbruck 1894.
- Die Volksschauspiele zu Sterzing im XV. und XVI. Jahrhundert. In: Zeitschrift des Ferdinandeums für Tirol und Vorarlberg. Band 38 (1894), S. 353–382 (zobodat.at [PDF]).
- Das Solbach’sche Wappenbuch. In: Zeitschrift des Ferdinandeums für Tirol und Vorarlberg. Band 45 (1901), S. 218–229 (zobodat.at [PDF; 630 kB]).
- Urkunden-Regesten aus dem Stadtarchiv in Sterzing. Innsbruck 1902 (Online).
- Die Wappen der Tal-, Stadt-, Markt- und Dorfgemeinden von Tirol und Vorarlberg. Innsbruck 1910.
- Innsbrucker Chronik. In fünf Bänden. Vereinsbuchhandlung, Innsbruck 1929–1938 (Digitalisat der Landesbibliothek Dr. Friedrich Teßmann).
- Tirolisch-Vorarlberg’scher Wappenschlüssel. Innsbruck 1938–1941.